# Verrucaria scabridula
Verrucaria scabridula är en lavart som beskrevs av H.Magn.. Verrucaria scabridula ingår i släktet Verrucaria, och familjen Verrucariaceae. Arten är reproducerande i Sverige.